# Brett Pitman
Brett Douglas Pitman (né le 31 janvier 1988 sur l'île de Jersey, dans les îles Anglo-Normandes), est un footballeur britannique. Il joue au poste d'attaquant pour le club de Bristol Rovers.

## Carrière
Le 20 novembre 2012, Pitman est prêté à l'AFC Bournemouth dans l'optique d'un transfert permanent qui est signé le 3 janvier 2013, marquant là un retour dans le club de ses débuts.
Le 26 juin 2015, il rejoint Ipswich Town.
Le 14 juillet 2017, il rejoint Portsmouth.
Le 4 septembre 2020, il rejoint Swindon Town.
Le 30 juillet 2021, il rejoint Bristol Rovers.

## Statistiques
| Saison      | Club            | Pays         | Championnat         | Coupes nationales |
| ----------- | --------------- | ------------ | ------------------- | ----------------- |
| 2005 - 2006 | AFC Bournemouth | League One   | 19 matchs / 1 but   | 4 matchs / 1 but  |
| 2006 - 2007 | AFC Bournemouth | League One   | 28 matchs / 5 buts  | 2 matchs          |
| 2007 - 2008 | AFC Bournemouth | League One   | 39 matchs / 7 buts  | 7 matchs          |
| 2008 - 2009 | AFC Bournemouth | League Two   | 39 matchs / 17 buts | 6 matchs          |
| 2009 - 2010 | AFC Bournemouth | League Two   | 46 matchs / 26 buts | 4 matchs / 2 buts |
| 2010 - 2011 | AFC Bournemouth | League One   | 2 matchs / 3 buts   | 1 match           |
| 2010 - 2011 | Bristol City    | Championship | 39 matchs / 13 buts | 1 match           |
| 2011 - 2012 | Bristol City    | Championship | 35 matchs / 7 buts  | 2 matchs          |
| 2012 - 2013 | Bristol City    | Championship | 3 matchs            | 1 match           |
| 2012 - 2013 | AFC Bournemouth | League One   | 26 matchs / 19 buts | 2 matchs          |
| 2013 - 2014 | AFC Bournemouth | Championship | 34 matchs / 5 buts  | 3 matchs / 2 buts |
| 2014 - 2015 | AFC Bournemouth | Championship | 33 matchs / 13 buts | 5 matchs / 1 but  |

Dernière mise à jour le 17 avril 2015

## Palmarès
- AFC Bournemouth
  - Football League Championship (D2)
    - Champion : 2015
- Portsmouth
  - EFL Trophy
    - Vainqueur : 2019